# Lindsey Morgan
Lindsey Marie Morgan (Houston, Texas; 27 de febrero de 1990) es una actriz y directora estadounidense. Es conocida por interpretar a Kristina Davis en General Hospital y a Raven Reyes en The 100.  

## Biografía
Morgan se crio en un suburbio de Houston, Texas. Posee ascendencia irlandesa por parte de su padre, Kelly Morgan, y mexicana por parte de su madre, Alice Burciaga. Ella tiene un hermano mayor, una medio hermana y cinco hermanastros. Asistió a la Universidad de Texas en Austin. Poco después se mudó a Los Ángeles para comenzar su carrera como actriz.

### Carrera
Realizó una pasantía en una compañía de actuación, poco después se unió al reparto de la película Detention y obtuvo el papel principal en DisCONNECTED. El 17 de abril de 2012, se dio a conocer que Morgan fue elegida para interpretar a Kristina Davis en la telenovela General Hospital, donde apareció desde mayo de 2012 hasta marzo de 2013. Su interpretación le valió una nominación a los Premios Daytime Emmy como Mejor actriz joven en serie dramática. Poco después participó en la serie web Destroy the Alpha Gammas y fue invitada en series como How I Met Your Mother, Franklin & Bash y Happy Endings, así como en la película ETXR.
El 20 de agosto de 2013 se informó que Morgan fue contratada para aparecer de forma recurrente en The 100, donde interpretaba a Raven Reyes.

## Filmografía
| Cine       | Cine                     | Cine                       | Cine                                                                                               |
| Año        | Título                   | Rol                        | Notas                                                                                              |
| ---------- | ------------------------ | -------------------------- | -------------------------------------------------------------------------------------------------- |
| 2011       | Detention                | Alexis Spencer             | |
| 2011       | DisCONNECTED             | Maria                      | |
| 2013       | Chastity Bites           | Noemi                      | |
| 2013       | Facebook Stalking        | Lindsey                    | Cortometraje                                                                                       |
| 2013       | Chastity Bites           | Noemi                      | |
| 2014       | ETXR                     | Florence                   | |
| 2014       | 5 Stages                 | Aubrey                     | Cortometraje                                                                                       |
| 2017       | Beyond Skyline           | Cpt. Rose                  | |
| 2018       | Lasso                    | Kit                        | |
| 2018       | Summertime               | Debbie Espinoza            | |
| 2019       | Skylines                 | Cpt. Rose                  | |
| Televisión |                          |                            | |
| Año        | Título                   | Rol                        | Notas                                                                                              |
| 2011       | Supah Ninjas             | Chantelle                  | Episodio: «The Magnificent»                                                                        |
| 2011       | A Thin Line              | Maria                      | Película para televisión                                                                           |
| 2012       | How I Met Your Mother    | Lauren                     | Episodio: «The Drunk Train»                                                                        |
| 2012       | Happy Endings            | Tracy                      | Episodio: «Big White Lies»                                                                         |
| 2012–13    | General Hospital         | Kristina Davis             | 66 episodios                                                                                       |
| 2013       | The Flip Side            |                            | 2 episodios                                                                                        |
| 2013       | Shark Bites              | Chica de la fraternidad #3 | 1 episodio                                                                                         |
| 2014–2020  | The 100                  | Raven Reyes                | Personaje recurrente, 11 episodios (temporada 1) Personaje principal, 68 episodios (temporada 2-7) |
| 2016       | Casa Vita                | Ariana                     | Película para televisión                                                                           |
| 2016       | The Night Shift          | Kryztal                    | Episodio: «The Way Back»                                                                           |
| 2021       | Walker                   | Micki Ramirez              | Personaje principal (temporada 1-2)                                                                |
| Internet   |                          |                            | |
| Año        | Título                   | Rol                        | Notas                                                                                              |
| 2013       | Destroy the Alpha Gammas | Lauren                     | 7 episodios                                                                                        |

## Premios y nominaciones
| Año  | Premio               | Categoría                             | Trabajo          | Resultado |
| ---- | -------------------- | ------------------------------------- | ---------------- | --------- |
| 2013 | Premios Daytime Emmy | Mejor actriz joven en serie dramática | General Hospital | Nominada  |